# Кабиногорский сельсовет
Кабиногорский сельсовет (бел. Кабінаго́рскі сельсавет) — административная единица на территории Славгородского района Могилёвской области Белоруссии. Административный центр —  город Славгород (в состав не входит).

## История
Образован 6 февраля 1996 года в составе Славгородского района Могилёвской области.
Решением Могилёвского областного Совета депутатов от 17 июля 2006 года № 18-11 "Об изменении административно-территориального устройства Славгородского района" 10 августа 2006 года упразднён Каменковский сельсовет Славгородского района. Изменены границы Кабиногорского сельсовета, включены в его состав населённые пункты Агеево, Благодать, Восход, Дубно, Казаковка, Кремянка, Новая Каменка, Старая Каменка, Сычин, входившие в состав Каменковского сельсовета.
23 декабря 2009 года в состав сельсовета из Васьковичского сельсовета переданы 4 населённых пункта (Гайшин, Рудня, Чечеровка, Есяновица).
13 июня 2014 года упразднена деревня Казаковка.

## Состав
Кабиногорский сельсовет включает 19 населённых пунктов:
- Агеево — деревня.
- Благодать — деревня.
- Восход — деревня.
- Гайшин — деревня.
- Дубно — деревня.
- Есяновица — деревня.
- Завод-Вировая — деревня.
- Кабина Гора — деревня.
- Кремянка — деревня.
- Кургановка — деревня.
- Михайлов — деревня.
- Новая Каменка — деревня.
- Новая Слобода — деревня.
- Силино Поле — посёлок.
- Старая Каменка — деревня.
- Сычин — деревня.
- Рудня — деревня.
- Чечеровка — деревня.

Упразднённые населённые пункты:
- Казаковка — деревня[3].